# Team Århus Floorball
Team Århus Floorball er en dansk floorballklub i Aarhus stiftet i september 1995 under det daværende navn Fritidsgården Floorball Club. Klubben gik under dette navn indtil sommeren 1997, hvor den skiftede navn til Team Århus Floorball. Klubben er i dag den 13. største klub i Danmark med ca 110 medlemmer.
Klubben har spillet i elitedivisionen siden starten i 1995. Første sæson bød kun på nederlag, bl.a. et nederlag til Brønderslev Hot Shots på 35-0. Første sæson endte med en femte- og sidsteplads.
Siden er det gået bedre for klubben og herrene har deltaget i kvartfinalerne om det danske mesterskab 9 gange (t.o.m. 2012) og det er blevet til et dansk mesterskab i 2010 – samt to bronzemedaljer i 2006 og 2011.
På damesiden har det svinget lidt mere, men også her er der fremgang at spore. Klubben har ligget fast konsolideret i landets bedste række i en årrække.
I 2008, 2009 og 2012 arrangerede klubben DM-finalerne.
Efter sæsonen 2013/2014 trak klubben sit bedste herrehold fra UniHoc Ligaen for at fokusere på klubbens nye målsætning om at være Århus' hyggeligste og mest sociale floorball klub, med øget fokus på ungdomsfloorball og bredde floorball. Klubben har dog stadig sportslige ambitioner både på kort og lang sigt.
I sæsonen 2014/2015 vandt Team Århus Floorball 1. division (Damer), efter at have misset final-4 i Unihoc Ligaen (Damer). Herrerne vandt 3. division og røg desværre ud på en dårligere målscore ved 3. divisionsmesterskaberne, da 3 hold endte på 6 point. Mesterskaberne blev afholdt af Team Århus Floorball i NRGi Park.